# المعادل (الشويخيين)
المعادل هو دُوَّار يقع بجماعة ملاليين، إقليم تطوان، جهة طنجة تطوان الحسيمة في المملكة المغربية. ينتمي الدوّار لمشيخة الشويخيين التي تضم 5 دواوير. يقدر عدد سكانه بـ 250 نسمة حسب الإحصاء الرسمي للسكان والسكنى لسنة 2004.

## روابط خارجية
- البوابة الوطنية للجماعات الترابية
- المندوبية السامية للتخطيط